# Epeiromulona icterinus
Epeiromulona icterinus là một loài bướm đêm thuộc phân họ Arctiinae, họ Erebidae.